# Tipula (Lunatipula) micropeliostigma
Tipula (Lunatipula) micropeliostigma is een tweevleugelige uit de familie langpootmuggen (Tipulidae). De soort komt voor in het Palearctisch gebied.